# Benslimane (provins)
Benslimane (arabiska: إقليم بنسليمان, franska: Province de Benslimane) är en provins i Marocko.   Den ligger i regionen Casablanca-Settat, 60 km sydväst om huvudstaden Rabat. Antalet invånare är 199 612. Arean är 276 kvadratkilometer. Provinsens huvudort är Benslimane.